# Tudela de Duero
Tudela de Duero község Spanyolországban, Valladolid tartományban. Tudela de Duero Cistérniga, Renedo de Esgueva, Villabáñez, La Parrilla, Aldeamayor de San Martín, Boecillo, Laguna de Duero és Traspinedo községekkel határos. Lakosainak száma 8786 fő (2024).

## Népesség
A település népessége az utóbbi években az alábbiak szerint változott:
| Lakosok száma | 6654 | 6483 | 7946 | 8503 | 8836 | 8717 | 8551 | 8564 | 8636 | 8786 |
|               | 2001 | 2004 | 2007 | 2009 | 2012 | 2014 | 2017 | 2019 | 2022 | 2024 |